# Catherine Cortez Masto
Pour les articles homonymes, voir Cortez.
Catherine Marie Cortez Masto, née le 29 mars 1964 à Las Vegas (Nevada), est une femme politique américaine, membre du Parti démocrate et sénatrice du Nevada au Congrès des États-Unis depuis 2017. Elle est auparavant procureur général d'État de 2007 à 2015.

## Biographie

### Formation et carrière juridique
Catherine Cortez Masto est diplômée de l'université du Nevada à Reno en 1986 et de la faculté de droit de l'université Gonzaga de Spokane en 1990, année où elle obtient le barreau. Dans les années 1990, elle devient directrice de cabinet du gouverneur du Nevada Bob Miller.
Elle est élue procureur général du Nevada en 2006 et réélue en 2010. Elle ne peut pas se présenter à un troisième mandat en 2014.

### Sénatrice des États-Unis

#### Élection en 2016

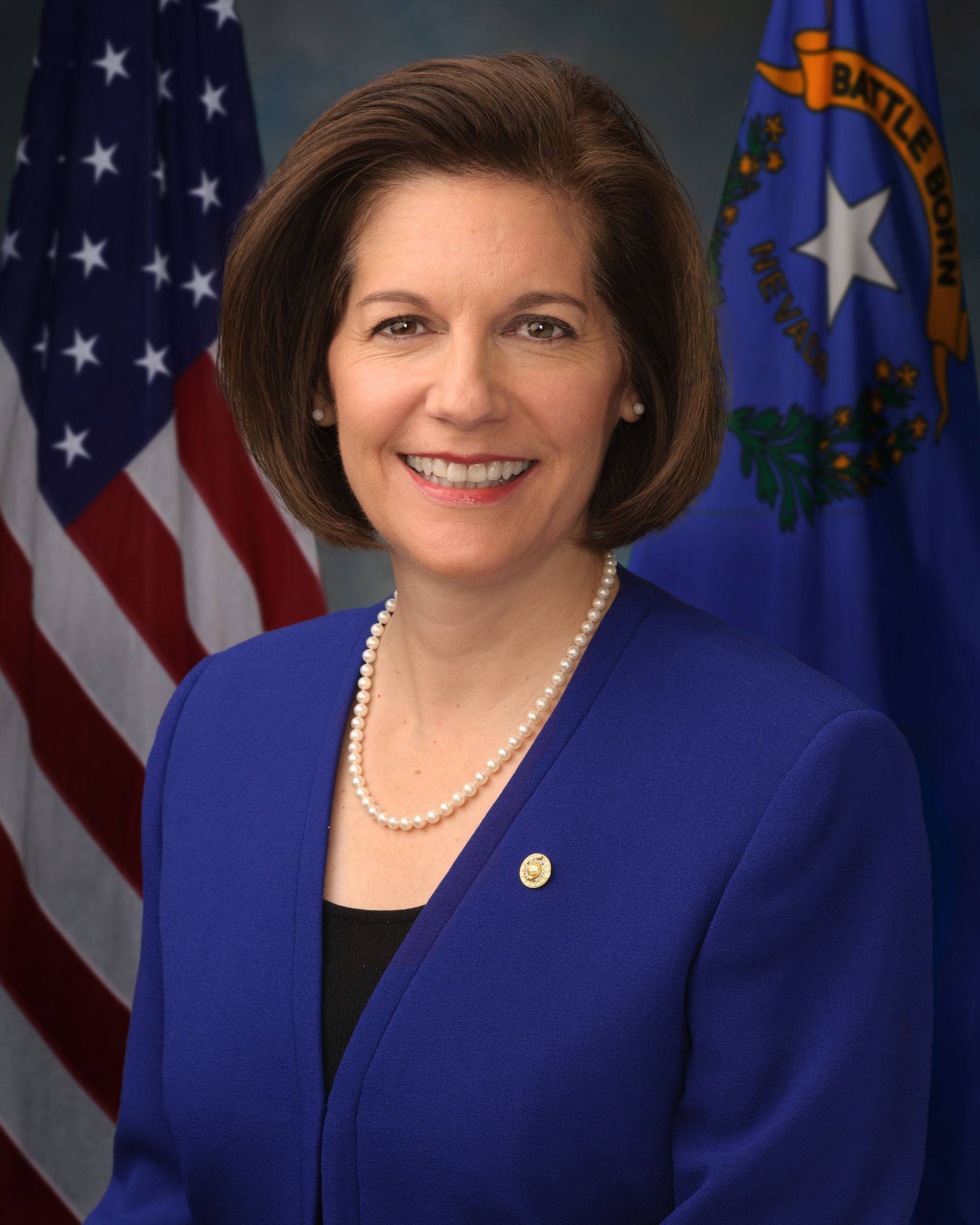
Portrait officiel de Catherine Cortez Masto (2017).

Au printemps 2015, elle choisit de briguer la succession de Harry Reid, qui n'est pas candidat à sa réélection au Sénat des États-Unis. Dès l'annonce de sa candidature, elle reçoit le soutien du démocrate sortant. La représentante Dina Titus envisage également de se présenter, mais finit par renoncer, notamment afin d'éviter de diviser les démocrates. Catherine Cortez Masto devient alors la favorite de la primaire démocrate. Elle rassemble plus de 80 % des suffrages lors de la primaire et affronte le républicain Joe Heck. L'élection est considérée comme serrée et plus de 90 millions de dollars sont dépensés par des groupes extérieurs aux candidats. Aidée par la campagne d'Hillary Clinton dans l'État et la mobilisation des hispaniques face à Donald Trump, elle remporte l'élection. Elle est la première femme hispano-américaine à être élue à la chambre haute du Congrès.

#### Réélection en 2022
Elle est réélue en novembre 2022, face au républicain et ancien procureur général du Nevada Adam Laxalt au terme d’un scrutin qui s’annonçait très ouvert : selon le modèle du site Five Thirty Eight, Laxalt avait en effet une probabilité de 51 % de chances d’être élu contre 49 % pour Cortez Masto. Quatre jours après le vote, Catherine Cortez Masto est finalement déclarée vainqueur avec 48,81 % des voix contre 48,04 % pour Adam Laxalt, permettant aux démocrates de verrouiller leur majorité au Sénat où ils détiennent d’ores et déjà 50 sièges. Plus que jamais, la recherche du vote latino a constitué un des enjeux du scrutin dans cet État.

## Historique électoral

### Procurat général
| Année | Catherine Cortez Masto | Républicain | AIP   | Write-in |
| ----- | ---------------------- | ----------- | ----- | -------- |
| Année |                        |             |       |          |
| 2006  | 52,8 %                 | 35,6 %      | —     | 5,3 %    |
| 2010  | 52,8 %                 | 35,7 %      | 7,8 % | —        |

### Sénat des États-Unis
| Année | Catherine Cortez Masto | Républicain | Libertarien | AIP    | Autre  |
| ----- | ---------------------- | ----------- | ----------- | ------ | ------ |
| Année |                        |             |             |        |        |
| 2016  | 47,1 %                 | 44,7 %      | —           | 1,5 %  | 6,7 %  |
| 2022  | 48,81 %                | 48,04 %     | 0,63 %      | 0,51 % | 2,01 % |